# Бочкове
Бочко̀ве —  село в Україні, у Вовчанській міській громаді Чугуївського району Харківської області.Населення становить 76 осіб. Входить до Волохівського старостинського округу.

## Географія
Село Бочкове знаходиться на правому березі річки Вовча, на протилежному березі розташовані села Чайківка і Волохівка, до села примикає великий лісовий масив (сосна).

## Історія
Село засноване в 1695 році.
За даними на 1864 рік у казеній слободі Бочковій Волохівської волості Вовчанського повіту мешкало 594 особи (240 чоловіків та 354 жінок), налічувалось 72 дворових господарства, існувала православна церква.
Станом на 1914 рік кількість мешканців села зросла до 2105 осіб.
12 червня 2020 року, відповідно до Розпорядження Кабінету Міністрів України  № 725-р «Про визначення адміністративних центрів та затвердження територій територіальних громад Харківської області», увійшло до складу Вовчанської міської громади.
19 липня 2020 року, в результаті адміністративно-територіальної реформи та ліквідації Вовчанського району, село увійшло до складу Чугуївського району.
5 грудня 2022 року - зазнало обстрілів з різнокаліберної артилерії, з боку російського агресора.

## Пам'ятки
Ботанічний заказник загальнодержавного значення «Вовчанський».